# 20571 Тіаморрісон
20571 Тіаморрісон (20571 Tiamorrison) — астероїд головного поясу, відкритий 9 вересня 1999 року.
Тіссеранів параметр щодо Юпітера — 3,628.